# Claude Guylouis
Claude Guylouis est le pseudonyme du trio composé de Claude Klotz (Patrick Cauvin), Guy Vidal et Jean-Louis Robert. Ensemble, ils ont signé sous ce nom les scénarios de plusieurs histoires de Lucky Luke, ainsi que celui d'une bande dessinée intitulée Sam et Léna, dessinée par Emmanuel Boëm et éditée chez Dargaud.

## Biographie
Sous le pseudonyme de Claude Guylouis, se cache un trio d'auteurs constitué de Claude Klotz (alias Patrick Cauvin, 1932-2010), Guy Vidal (1939-2002) et Jean-Louis Robert (1942-2021),.

## Œuvres
- Lucky Luke (scénario), avec Morris (dessin), Dargaud :
  - 56. Le Ranch maudit, avec Xavier Fauche (co-scénario), 1986  (ISBN 2205034065).
  - 58. L'Alibi, 1988  (ISBN 2882570023).
- Sam et Léna, avec Emmanuel Boëm, Dargaud, 1992  (ISBN 2205039326).
- Lucky Luke : Le Cuisinier français, avec Achdé et Morris (dessin), Lucky Comics, 2003  (ISBN 2884711384).